# Osmar Olvera
Pour les articles homonymes, voir Olvera (homonymie).
Osmar Olvera, né le 5 juin 2004 à Mexico, est un plongeur mexicain.

## Carrière
Osmar Olvera participe en 2018 aux championnats du monde juniors de Kiev où il remporte une médaille de bronze au tremplin à 1 mètre.
Il participe l'année suivante aux championnats du monde élite 2019 à Gwangju , où il prend une sixième place au tremplin 3 mètres synchro mixte, avec Dolores Hernández.
À l'âge de dix-sept ans, il représente le Mexique aux Jeux olympiques d'été de Tokyo 2020, où il est éliminé avec la quatorzième place en demi-finale de la compétition de tremplin de 3 mètres.
Aux championnats du monde 2023 à Fukuoka, il remporte l'argent au tremplin de 1 mètre, derrière le Chinois Peng Jianfeng, ainsi qu'au tremplin de 3 mètre, derrière le Chinois Wang Zongyuan.
Aux Jeux panaméricains de 2023 à Santiago du Chili, il remporte trois médailles d'or (1 mètre, 3 mètres, 3 mètres synchronisé masculin)
En janvier 2024, il monte sur la plus haute marche du podium au tremplin à 1 mètre aux mondiaux de Doha ainsi que sur la troisième marche sur l'épreuve de tremplin à 3 mètres.

## Palmarès

### Championnats du monde
- Championnats du monde 2023 à Fukuoka  Japon :
  -  Médaille d'argent du tremplin à 1 m.
  -  Médaille d'argent du tremplin à 3 m.
- Championnats du monde 2024 à Doha  Qatar :
  -  Médaille d'or du tremplin à 1 m.
  -  Médaille de bronze du tremplin à 3 m.
- Championnats du monde 2025 à Singapour  Singapour :
  -  Médaille d'or du tremplin à 3 m.
  -  Médaille d'argent du tremplin à 1 m.
  -  Médaille d'argent du tremplin synchronisé à 3 m.
  -  Médaille d'argent par équipes mixtes.